# Petrochelidon preussi
Petrochelidon preussi é uma espécie de ave da família Hirundinidae.
Pode ser encontrada nos seguintes países: Benim, Burkina Faso, Camarões, República Centro-Africana, Chade, República do Congo, Costa do Marfim, Guiné Equatorial, Gana, Guiné, Guiné-Bissau, Mali, Níger, Nigéria, Serra Leoa e Togo.